# ロバート・ウィリアムズ (ゲイの牧師)
ロバート・ウィリアムズ（Robert Williams、1955年6月21日 - 1992年12月24日）は、ゲイであることを公にした最初の男性牧師であり、米国聖公会におけるウィリアムズの按手は、事前に教区の正式な承認を受けたものであったため、大きく広報の素材として取り上げられた。これ以前にも、レズビアンであることを公にしていたエレン・バレットが、1977年1月にニューヨーク主教ポール・ムーアによって按手されており、『ニューヨーク・タイムズ』紙でも報じられた。それ以前にも、按手する側の主教や叙任委員会が同性愛者であることを承知していた男性たちや、1976年以降には女性たちも、牧師となる例はあったが、その事実が公にされることはなかった。このためもあって、ウィリアムズの按手については、誤った報道が広まることとなった。

## 経歴
ウィリアムズは、テキサス州アビリーンに生まれ、南部バプテストの環境に育ち、ハーディン＝シモンズ大学を卒業後、ダラスでジャーナリストとして働いた。ウィリアムズは、米国聖公会のゲイやレズビアンの組織、インテグリティUSAの支部を設立した。エピスコパル神学校に学び、1988年に神学修士 (Masters of Divinity) を修めた。1989年12月16日、ウィリアムズは、ニューアーク主教ジョン・シェルビー・スポングによって按手されたが、その時点までに、離婚経験のある2児の父ジェームズ・スケリー (James Skelley) と同性愛関係にあることを、既に公に表明していた。ウィリアムズは、ニュージャージー州ホーボーケンのオール・セインツ教会 (All Saints Church) に新設された、同性愛者のためのアウトリーチ組織ジ・オアシスの代表者に任じられた。
この任命は、大きな論争を巻き起こし、1990年1月にウィリアムズは、「一夫一婦制は、不淫と同じくらい不自然だ。もしそうしてみたい人がいるなら、やってみればよいが、実際には人間は一夫一婦的ではない。この（一夫一婦という）理念を掲げ、それが我々の実践していることだと装い、実際にはそうではないというのは馬鹿げている。」と述べ、さらに、マザー・テレサだってセックスを経験していれば、もっと祝福されていたはずだとも述べた。異性愛者との接触についてウィリアムズは、「牧師としての私は、人々との交流の中で、一夫一婦的である人々はごく少数であることを知っている」と述べ、「不淫に関しては、よいことなど何もない。それは、性を否定的にみる哲学に由来するものだと思う。」と論じた。こうしたコメントが重なった結果、ウィリアムズは牧師の職を辞することを余儀なくされた。ウィリアムズは、ニューヨーク大学で人間の性についての研究に取り組み、後天性免疫不全症候群 (AIDS) の合併症を発症してからマサチューセッツ州プロビンスタウンに移った。1991年6月には、当地で聖公会の聖職者として癒しの奉仕を行なえるよう手配を試みたが、マサチューセッツ主教デヴィッド・ジョンソン (David Johnson) に資格を認めてもらえずに終わった。ウィリアムズは、教会に属さない独立牧師として癒しの奉仕を行なうことを選んだ。ウィリアムズは、ボストンの病院で、1992年12月24日に死去し、後にはパートナーのケヴィン・マコーエン (Kevin McKowen) が残された。